# Phaolô Tịnh Nguyễn Bình Tĩnh
Phaolô Tịnh Nguyễn Bình Tĩnh (30 tháng 5 năm 1930 – 21 tháng 11 năm 2023) là một giám mục Công giáo Rôma người Việt Nam. Ông từng đảm trách vai trò giám mục chính tòa của giáo phận Đà Nẵng trong khoảng thời gian từ năm 2000 đến năm 2006. Trước đó, ông cũng từng đảm nhận vai trò giám mục phó giáo phận Đà Nẵng trong năm 2000. Trong Hội đồng Giám mục Việt Nam, ông từng đảm trách vai trò chủ tịch Uỷ ban Giáo sĩ và Chủng sinh, nhiệm kỳ 2001–2004. Khẩu hiệu giám mục của ông là "Khiêm tốn phục vụ".
Nguyễn Bình Tĩnh sinh tại Ninh Bình, là người con út trong một gia đình Công giáo. Ông cùng gia đình di cư vào miền Nam và theo học các chủng viện tại Vĩnh Long và Thị Nghè do các linh mục Xuân Bích giảng dạy. Sau quá trình tu học, ông được thụ phong linh mục năm 1960 và gia nhập hội linh mục Xuân Bích năm 1961. Linh mục Nguyễn Bình Tĩnh sau đó du học Pháp và hồi hương, đảm nhận các chức vụ giáo sư tại hai đại chủng viện Nha Trang và Huế. Từ năm 1970, ông đảm trách vai trò giám đốc Tiểu chủng viện Thánh Gioan Đà Nẵng. Sau biến cố năm 1975, ông đảm nhận nhiều giáo vụ khác nhau: linh mục chính xứ và thành viên Ban Cố vấn, giám đốc Đại chủng viện Xuân Bích Huế, Tổng Đại diện giáo phận Đà Nẵng.
Tháng 5 năm 2000, linh mục Nguyễn Bình Tĩnh được bổ nhiệm đảm nhận chức giám mục phó giáo phận Đà Nẵng. Ông được tấn phong giám mục cách gấp rút vào một tháng sau đó và nhanh chóng kế vị chức giám mục chính tòa vào tháng 11 cùng năm. Ông hồi hưu vì lý do tuổi tác năm 2006, theo quy định của Giáo hội Công giáo và qua đời vào tháng 11 năm 2023.
Nguyễn Bình Tĩnh là một trong ba giám mục xuất thân từ hội linh mục Xuân Bích tại Việt Nam. Hai người còn lại là các giám mục Bartôlômêô Nguyễn Sơn Lâm (tấn phong năm 1975) và Anphong Nguyễn Hữu Long (tấn phong năm 2013). Ông cũng từng là Đại diện hội linh mục Xuân Bích tại Việt Nam.

## Thân thế và tu học
Phaolô Tịnh Nguyễn Bình Tĩnh sinh ngày 30 tháng 5 năm 1930 tại giáo họ Phát Ngoại, giáo xứ Chính Tòa Phát Diệm, thuộc Hạt Đại diện Tông Tòa Duyên hải Bắc Kỳ (thuộc địa bàn xã Lưu Phương, huyện Kim Sơn, tỉnh Ninh Bình ngày nay). Theo thông tin từ Văn phòng Báo chí Tòa Thánh, ông sinh ngày 30 tháng 6 năm 1930. Song thân là ông Phêrô Nguyễn Văn Thừa và bà Maria Nguyễn Thị Nhiên. Nguyễn Bình Tĩnh là người con út trong gia đình. Tên thánh của ông được đặt theo thánh tử đạo Phaolô Lê Bảo Tịnh.
Thuở nhỏ, cậu bé Tĩnh theo học tại Tiểu chủng viện Ba Làng (thuộc phường Tĩnh Gia, Thanh Hóa), kể từ năm 12 tuổi (khoảng năm 1942). Sau Hiệp định Genève, 1954, gia đình cậu di cư vào Nam, và chủng sinh Tĩnh được gửi theo học tại các Đại chủng viện Vĩnh Long và Đại chủng viện Thị Nghè, do các linh mục Xuân Bích giảng dạy.

## Thời kỳ linh mục
Ngày 31 tháng 5 năm 1960, Phaolô Tịnh Nguyễn Bình Tĩnh được thụ phong chức linh mục tại Thị Nghè, Sài Gòn, do giám mục Simon Hòa Nguyễn Văn Hiền chủ phong. Tân linh mục là linh mục thuộc linh mục đoàn Hạt Đại diện Tông Tòa Kon Tum. Sau khi thụ phong, ngày 13 tháng 6 năm 1961, ông gia nhập hội linh mục Xuân Bích, làm công tác huấn luyện đào tạo chủng sinh. Linh mục Tĩnh là linh mục của giáo phận Kon Tum trong vòng hơn một năm trước khi gia nhập hội linh mục Xuân Bích, từ năm 1960 đến năm 1961.
Linh mục Nguyễn Bình Tĩnh được cử đi du học tại Đại học Công giáo Paris, Pháp từ năm 1960 đến năm 1964 về Thần học. Sau khi tốt nghiệp năm 1964, ông trở về Việt Nam và được bổ nhiệm làm giáo sư Đại chủng viện Xuân Bích Nha Trang và Huế. Tại chủng viện Huế, ông cũng chịu trách nhiệm về nguồn ngân quỹ cho chủng viện (Econome) và là giáo sư các môn Xã hội học và Phụng Tự.
Năm 1970, linh mục Phaolô Tịnh Nguyễn Bình Tĩnh được chọn làm giám đốc Tiểu chủng viện Thánh Gioan, Đà Nẵng. Tại chủng viện này, ông giảng dạy các môn Tín lý và Khoa học Tự nhiên. Các chủng sinh được ông hỗ trợ trong tư cách một người cha, thường tham gia các buổi họp phụ huynh cho các tiểu chủng sinh. Do vậy, các tiểu chủng sinh gọi ông với cái tên bố Đốc (viết tắt của Cha giám đốc). Trong thời gian linh mục, linh mục Nguyễn Bình Tĩnh từng đóng vai trò trợ phong trong nghi thức truyền chức giám mục Phanxicô Xaviê Nguyễn Quang Sách, được tổ chức vào năm 1975. Linh mục Tĩnh giảng dạy tại Tiểu chủng viện Đà Nẵng cho đến năm 1984. Trong thời gian này, ông còn là Tổng Đại diện giáo phận Đà Nẵng, chức vụ ông giữ từ năm 1977 đến năm 1987. Từ năm 1987 đến năm 1994, ông là chủ tịch Hội đồng Linh mục giáo phận Đà Nẵng.
Đồng thời với chức chủ tịch Hội đồng Linh mục, linh mục Bình Tĩnh kiêm nhiệm chức vụ linh mục quản xứ giáo xứ An Hải từ năm 1987 đến năm 1994. Trang tin Việt Nam Thời Báo, website của Hội Nhà báo Độc lập Việt Nam trích bài đăng bản tiếng Việt của bài viết An Analysis of the Vietnamese Communist Party’s suppression of the Catholic Church (Bản phân tích việc đàn áp Giáo hội Công giáo của Đảng Cộng sản Việt Nam) được viết năm 2002 bởi linh mục Trần Xuân Tâm. Linh mục Tâm được Hội nhà Báo Độc lập Việt Nam trích dẫn viết trong bài viết rằng linh mục Nguyễn Bình Tĩnh là một người ủng hộ chính quyền một cách "công khai và hăng say", thông qua ví dụ là dùng văn kiện của Đảng trong bài giảng. Cũng trong bài viết này, giáo dân An Hải đuợc trích dẫn rằng linh mục Tĩnh đã chấp nhận cho một viên chức chính quyền đến mời gọi giáo dân tham gia chương trình trái phiếu chính phủ vào một ngày Chúa nhật năm 1991. Hai năm sau, tháng 3 năm 1993, cũng trong bối cảnh thánh lễ Công giáo, linh mục Tĩnh đã hỗ trợ phân phát tài liệu [truyên truyền] về tránh thai nhân tạo và phá thai.
Cũng theo tài liệu của linh mục Trần Xuân Tâm, một trong những điều kiện để mở lại Đại chủng viện là linh mục Nguyễn Bình Tĩnh được đặt làm giám đốc Chủng viện. Năm 1994, linh mục Tĩnh được chọn làm giám đốc Đại chủng viện Xuân Bích Huế và đã giữ chức vụ này đến khi được chọn làm giám mục. Ông là giám đốc chủng viện đầu tiên, sau một thời gian chủng viện phải ngưng hoạt động. Đại chủng viện Xuân Bích Huế thời gian này đào tạo giáo sĩ cho ba giáo phận Đà Nẵng, Huế và Kon Tum. Ngoài các chức vụ trên, ông còn là thành viên Ban Cố vấn giáo phận.
Theo tài liệu của linh mục Trần Xuân Tâm do Hội Nhà báo Độc lập Việt Nam đăng tải nêu thông tin giáo dân có biết đến một văn thư từ Công an Đà Nẵng gửi cho linh mục Tĩnh và gọi ông là "giám mục" trong giai đoạn khoảng năm 1995 và 1996. Tài liệu này cũng cho rằng chính quyền đã sắp xếp bằng phương cách "hộ khẩu", buộc các linh mục giáo phận Đà Nẵng giảng dạy tại Huế phải chuyển hộ khẩu đến Huế, trừ trường hợp của linh mục Tĩnh. Các linh mục có hộ khẩu Huế sau đó bị chính quyền từ chối đề cử giám mục bởi lý do "tình trạng thường trú" ngoài địa giới Đà Nẵng. Linh mục Tâm cũng cho rằng giám mục Phanxicô Xaviê Nguyễn Quang Sách, tuy cần một giám mục kế vị hoặc ít nhất là một giám mục phó, không mong muốn và không đề cử linh mục Nguyễn Bình Tĩnh làm giám mục do nghi ngại việc này sẽ gây "nguy hại cho Giáo hội".

## Thời kỳ Giám mục

### Bổ nhiệm và tấn phong
Giám mục giáo phận Đà Nẵng Phanxicô Xaviê Nguyễn Quang Sách thỉnh nguyện Tòa Thánh cho một giám mục phó. Tuy vậy, thời gian kéo dài và giám mục Sách không được Tòa Thánh chấp thuận cho hồi hưu dù sức khỏe kém, và tuổi tác đã cao, và một số phương án [nhân sự] đã bất thành. Với sự giới thiệu của Thánh bộ Truyền giáo, Giáo hoàng đã chuẩn thuận bổ nhiệm ứng viên là linh mục Nguyễn Bình Tĩnh làm giám mục.
Ngày 10 tháng 5 năm 2000, Giáo hoàng Gioan Phaolô II, thông qua đề nghị của Thánh bộ Truyền giáo, bổ nhiệm linh mục Phaolô Tịnh Nguyễn Bình Tĩnh, lúc này đang đảm trách chức vụ giám đốc Đại chủng viện Xuân Bích Huế, làm Giám mục phó giáo phận Đà Nẵng. Việc đề nghị này được Hồng y Bộ trưởng trình bày với Giáo hoàng trong buổi triều yết. Tin tức bổ nhiệm chính thức được công bố vào ngày 27 tháng 5 cùng năm bởi Văn phòng Báo chí Tòa Thánh. Tân giám mục đã nhận nhiệm vụ giám mục ở tuổi "thất thập" với tâm trạng e ngại. Theo danh sách các giám mục Việt Nam trong sách Hội đồng Giám mục Việt Nam 1980–2000 phát hành vào năm 2001, giám mục Nguyễn Bình Tĩnh là Giám mục thứ 78 của trong danh sách các giám mục Công giáo tại Việt Nam. Ông cũng được xếp ở vị trí thứ 78 trong danh sách được công bố trong sách Niên giám Công giáo Việt Nam xuất bản năm 2004.
Ngày 26 tháng 6 năm 2000, Bộ Truyền giáo gửi điện văn khẩn cho phép truyền chức giám mục cho giám mục tân cử Nguyễn Bình Tĩnh trước khi Tông sắc được gửi kịp lúc đến Việt Nam. Sáng sớm ngày 30 tháng 6 năm 2000, lễ tấn phong giám mục cho Giám mục Tân cử Nguyễn Bình Tĩnh được Giám mục Phanxicô Xaviê Nguyễn Quang Sách chủ sự, với phần nghi thức chính yếu do giám mục Sách làm chủ phong với sự phụ phong của hai giám mục: Phaolô Bùi Văn Đọc (giám mục chính tòa giáo phận Mỹ Tho) và Giám mục Phêrô Trần Thanh Chung (giám mục chính tòa giáo phận Kon Tum). Lễ tấn phong diễn ra nhanh chóng do lo ngại về tình trạng sức khỏe đang có chuyển biến xấu của giám mục Nguyễn Quang Sách. Tham dự lễ tấn phong ngoài hai giám mục phụ phong, có 12 giám mục, 3 linh mục giám quản giáo phận, 240 linh mục. Ngoài ra, khoảng 9.000 giáo dân có mặt từ lúc 3 giờ sáng để được sắp xếp tham dự buổi lễ. Lý do buổi lễ được tổ chức vào sáng sớm là do sức khỏe của giám mục Nguyễn Quang Sách. Ngoài ra, các yếu tố khác như các nghi lễ được đơn giản hóa tối đa. Đáp từ trong buổi lễ, tân giám mục cho biết việc (bổ nhiệm) đến trong sự ngỡ ngàng của người trong cuộc. Ông tự nhận mình chỉ là một giám mục chuyển tiếp và bất đắc dĩ. Trong phần cảm ơn trong lễ truyền chức, tân giám mục cảm ơn các cấp chính quyền đã chấp thuận việc bổ nhiệm, và mong rằng họ hỗ trợ ông thi hành vai trò giám mục, để "là chứng từ hùng hồn cho chính sách tự do tôn giáo của Nhà nước trước sau như một". Tân giám mục chọn cho mình khẩu hiệu: "Khiêm tốn phục vụ". Hình ảnh huy hiệu của tân giám mục miêu tả cảnh Đức Giêsu quỳ xuống rửa chân cho các môn đệ, theo miêu tả của Tổng giám mục Giuse Đặng Đức Ngân.(33:29)

### Các hoạt động mục vụ
Ngày 6 tháng 11 năm 2000, giám mục Phanxicô Xaviê Nguyễn Quang Sách được chấp thuận đơn xin về hưu, với cương vị giám mục phó, giám mục Nguyễn Bình Tĩnh kế vị chức vụ giám mục chính tòa giáo phận Đà Nẵng. Ông trở thành giám mục chính tòa thứ ba của Đà Nẵng, kể từ khi giáo phận chính thức thiết lập vào năm 1963. Theo số liệu được các giám mục báo cáo trong dịp Đại hội Thường niên Hội đồng Giám mục Việt Nam năm 1999, giáo phận Đà Nẵng vào năm 1999 có khoảng 53.281 giáo dân, 48 linh mục, 329 tu sĩ (328 nữ tu, 1 nam tu) và 5 chủng sinh. Năm 2001, Uỷ ban Linh mục, Tu sĩ và Chủng sinh trực thuộc Hội đồng Giám mục Việt Nam được phân tách thành hai ủy ban: Uỷ ban Giáo sĩ và Chủng sinh và Uỷ ban Tu sĩ. Giám mục Tĩnh được chọn làm Chủ tịch Tiên khởi của Uỷ ban Giáo sĩ và Chủng sinh và giữ vai trò này trong một nhiệm kỳ, kéo dài đến năm 2004.
Tháng 6 năm 2001, một vụ tranh chấp giữa chính quyền và giáo xứ Trà Kiệu nổ ra. Chính quyền yêu cầu Giáo xứ Trà Kiệu nhượng lại nhà nguyện Thạnh Quang và hai lô đất để họ tiến hành xác lập khu di tích lịch sử. Chính quyền đã gửi thư trực tiếp đến linh mục Anphong Nguyễn Hữu Long, chánh xứ về yêu cầu của họ, và ra hạn chót giao nộp là ngày 25 tháng 6 năm 2001. Giám mục Tĩnh và linh mục Long cũng đã được chính quyền yêu cầu lên làm việc, tuy vậy họ từ chối giao nộp các tài sản trên. Vụ việc giao nộp không diễn ra, và ngày 29 tháng 6, linh mục Long cho biết ông không đủ thẩm quyền bàn giao đất đai. Trả lời chính quyền, giám mục Nguyễn Bình Tĩnh cho biết đất đai của [giáo xứ Trà Kiệu], ông không có quyền, quyền này [trong tay] Hội đồng Giám mục Việt Nam. Tin tức này trước đó tạm thời không được lan truyền [rộng rãi tại hải ngoại], do linh mục Long cho biết giám mục Nguyễn Bình Tĩnh không muốn làm lớn chuyện khi sự việc đang được giải quyết. Tạp chí Annals Australasia số 5 năm 2011, volume 112 số ra tháng 7 năm 2001 cho rằng chính quyền mong muốn thay nhà nguyện Thạnh Quang trở thành một viện bảo tàng.
Cũng trong tháng 7 năm 2001, giám mục Nguyễn Bình Tĩnh có dịp gặp riêng hồng y Phanxicô Xaviê Nguyễn Văn Thuận và cuộc gặp kéo dài vài giờ đồng hồ tại phòng riêng của hồng y Thuận. Cuối năm 2001, sau khi chính quyền lấy mảnh đất của Giáo xứ Thanh Đức, giám mục Nguyễn Bình Tĩnh đã yêu cầu linh mục chính xứ không làm "ồn ào", theo tài liệu của linh mục Trần Xuân Tâm, đăng lại trên Việt Nam Thời Báo của Hội Nhà báo Độc lập. Cũng trong tài liệu này, giám mục Tĩnh được trích dẫn bảo vệ [quyết định cho] linh mục Nguyễn Tấn Khóa "của" [dưới quyền quản lý] ông, được giới thiệu làm Đại biểu Quốc hội Việt Nam. Giám mục Tĩnh được ghi nhận trả lời báo Công giáo và Dân tộc rằng "trong bối cảnh Việt Nam chúng ta, công quyền ít có sự hiện diện của Giáo Hội, nên tôi thấy các linh mục tham gia vào Quốc hội là chuyện bình thường và cần thiết" và ông không cảm thấy trở ngại gì nếu linh mục thuộc giáo phận của ông được bầu chọn vào Quốc hội.
Năm 2002, Nguyễn Bình Tĩnh là giám mục duy nhất vắng mặt trong chuyến viếng thăm Ad Limina của Hội đồng Giám mục Việt Nam đến Rôma, dù không có giới hạn nào từ chính quyền Việt Nam. Ngày 24 tháng 10 năm 2002, trong cuộc phỏng vấn với Union of Catholic Asian News (UCAN), giám mục Nguyễn Bình Tĩnh bày tỏ sự lo ngại của ông đối với một số linh mục tại Việt Nam. Ông cho rằng một số linh mục không thể sống trong tình trạng thiếu thốn vật chất và tiện nghi, và khi kiếm tìm một lối sống dễ dãi và tiện nghi, sẽ dẫn đến việc tìm kiếm sự thư giãn và lạc thú.
Vào đầu năm 2003, hưởng ứng lời thỉnh cầu của giám mục Shlemon Warduni về việc kêu gọi cầu nguyện cho chiến tranh không xảy ra tại Iraq. Giám mục Tĩnh đã dành một đoạn trong thư mục vụ, kêu gọi giáo dân chầu Thánh Thể và lần hạt Mân Côi để cầu nguyện theo ý nguyện này. Năm 2003, ông nhận định lạc quan về các quy định mới về kế hoạch hóa dân số, ví dụ như cấm sinh sản vô tính và mang thai hộ, do phù hợp với Giáo huấn Công giáo, tuy vậy cho phép các cặp vợ chồng hiếm muộn dùng các phương pháp kỹ thuật là không phù hợp với giáo huấn giáo hội. Nhân dịp kỷ niệm 40 năm thành lập giáo phận Đà Nẵng, giám mục Nguyễn Bình Tĩnh cho khởi công xây dựng công trình Tòa Giám mục Đà Nẵng mới, trên phần đất chính ông xin từ chính quyền. Ông cũng cho xây dựng phòng khám An Bình để hỗ trợ người nghèo tại vùng Thăng Bình. Tuy vậy, công trình chưa kịp hoàn tất khi giám mục Tĩnh hồi hưu. Giám mục Tĩnh, giám mục Giuse Ngô Quang Kiệt, và hai giám mục khác cùng 21 nhà đào tạo chủng viện tham dự cuộc họp thường niên của các nhà đào tạo chủng sinh. Trả lời Union of Catholic Asian News (UCAN) trong tư cách Chủ tịch Uỷ ban Giáo sĩ và Chủng sinh, giám mục Tĩnh nhận định việc thiếu giáo sư chủng viện làm suy yếu việc đào tạo tri thức, mà cụ thể là ở Đại chủng viện Thánh Giuse Hà Nội. Ông cho rằng một trong những khó khăn của chủng viện là trình độ không đồng đều của chủng sinh và họ thiếu kỹ năng ngoại ngữ, đôi khi cả tiếng Việt.
Trong thời gian quản nhiệm, giám mục Nguyễn Bình Tĩnh quan tâm đến công việc truyền giáo tại các vùng núi phía Tây giáo phận Đà Nẵng. Ông cử linh mục kiêm nhiệm vùng truyền giáo, cử cộng đoàn Thừa Sai Mẹ Thiên Chúa đến vùng Thạnh Mỹ, Khâm Đức vào năm 2005. Ông cũng thường xuyên đến thăm mục vụ tại vùng đất này. Trả lời phỏng vấn của BBC Tiếng Việt sau khi thông tin Giáo hoàng chấp thuận cho về hưu, giám mục Nguyễn Bình Tĩnh đánh giá về giáo phận Đà Nẵng dưới thời quản lý của ông rằng "mọi việc đều bình thường; vất vả nhưng có sự tiến bộ về giáo lý".
Giám mục Nguyễn Bình Tĩnh được ghi nhận đã hỗ trợ xây dựng 65 nhà tình thương và chi phí khoan 22 giếng cho người khó khăn được tiếp cận nước sinh hoạt trong giai đoạn từ năm 2004 đến năm 2006. Ông thực hiện việc ủng hộ thông qua Hội Chữ thập đỏ các cấp. Giám mục Nguyễn Hữu Long, trong bài giảng tang lễ, cho biết con số căn nhà tình thương do giám mục Tĩnh hỗ trợ lên đến con số hàng trăm.(43:22)

## Hưu dưỡng và qua đời

### Hưu dưỡng

Giám mục Châu Ngọc Tri, kế nhiệm giám mục Nguyễn Bình Tĩnh quản lý Giáo phận Đà Nẵng.

Ngày 13 tháng 5 năm 2006, Tòa Thánh công bố chấp nhận đơn xin về hưu của giám mục Tĩnh, đồng thời bổ nhiệm linh mục Giuse Châu Ngọc Tri làm giám mục chính tòa giáo phận Đà Nẵng, kế vị giám mục Tĩnh. Việc bổ nhiệm giám mục Châu Ngọc Tri là một dấu hiệu cho sự cải thiện của quan hệ giữa Tòa Thánh và Việt Nam, trong bối cảnh chính quyền dần cho phép bổ nhiệm các giám mục, truyền chức linh mục và các hạn chế đối với các chủng viện. Việc bổ nhiệm giám mục tân cử là kết quả do sự thỏa thuận giữa Tòa Thánh và Việt Nam. Lễ tấn phong cho Tân giám mục Giuse Tri diễn ra vào ngày 4 tháng 8 cùng năm, do chính giám mục Nguyễn Bình Tĩnh làm chủ phong, giám mục phụ phong là các giám mục Stêphanô Nguyễn Như Thể (tổng giám mục Tổng giáo phận Huế) và Antôn Vũ Huy Chương (giám mục chính tòa giáo phận Hưng Hóa). Giám mục Tĩnh được ghi nhận nhắc nhớ người kế nhiệm rằng chức giám mục không phải là một vinh dự, nhưng là để phục vụ và cần phục vụ cho ích lợi của mọi người, chứ không phải để quản lý mọi người.
Ngày 21 tháng 11 năm 2007, giám mục Nguyễn Bình Tĩnh bổ nhiệm linh mục Gioan Baotixita Nguyễn Văn Đán làm giám đốc Đại chủng viện Xuân Bích Huế, đồng thời kiêm chức giám tỉnh Hội linh mục Xuân Bích Việt Nam. Trong thời gian nghỉ hưu, giám mục Nguyễn Bình Tĩnh vẫn thường tham gia các hoạt động mục vụ như cử hành lễ trao Bí tích Thêm Sức, thăm viếng các giáo dân, người nghèo và hỗ trợ những hoàn cảnh khó khăn. Năm 2010, giáo phận Đà Nẵng tổ chức kỉ niệm 50 năm Linh mục, 10 năm giám mục cho giám mục Tĩnh, đánh dấu bằng lễ đồng tế có sự hiện diện của ba đời giám mục chính tòa giáo phận Đà Nẵng: giám mục Phanxicô Xaviê Nguyễn Quang Sách, giám mục Phaolô Tịnh Nguyễn Bình Tĩnh và giám mục đương nhiệm Giuse Châu Ngọc Tri, ngoài ra cùng đồng tế còn có giám mục giáo phận Phát Diệm Giuse Nguyễn Năng, quản lý giáo phận quê hương giám mục Tĩnh và đông đảo linh mục giáo phận. Sức khỏe chỉ cho phép nguyên giám mục Nguyễn Bình Tĩnh tiếp tục thực hiện thăm viếng mục vụ, nghiên cứu và viết trong giai đoạn đầu sau khi ông chính thức hồi hưu.
Ngày 5 tháng 5 năm 2011, giám mục Nguyễn Bình Tĩnh trả lời phỏng vấn kênh BBC Tiếng Việt về chủ đề linh mục tham gia các hoạt động chính trị tại Việt Nam. Về việc cho phép linh mục tham gia chính trị, giám mục Tĩnh cho rằng nếu linh mục có công với quốc gia, mong muốn phục vụ quốc gia và đôi khi là từ yêu cầu của chính quyền, linh mục có thể được giám mục cho phép tham gia chính trị. Ông cho biết, thông thường linh mục không được tham gia chính trị. Ông cũng khẳng định nếu linh mục xin phép và trường hợp đó là có lý, giám mục có thể cho phép, tuy vậy, linh mục tham gia "việc đời" mà không có phép của giám mục có thể đối diện với các hình phạt, ví dụ là đình chỉ tư cách linh mục (cấm thi hành chức vụ linh mục).
Tính đến thời điểm ngày 1 tháng 7 năm 2019, ông là một trong hai giám mục xuất thân từ hội linh mục Xuân Bích (P.S.S.) tại chức hoặc danh dự [còn sống] tại Việt Nam. Người còn lại là giám mục giáo phận Vinh Anphong Nguyễn Hữu Long. Tất cả, có ba giám mục Việt Nam thuộc hội linh mục Xuân Bích, và ngoài hai người vừa nêu trên, giám mục còn lại là Bartôlômêô Nguyễn Sơn Lâm. Với tư cách thành viên, giám mục Nguyễn Bình Tĩnh từng là Đại diện hội linh mục Xuân Bích tại Việt Nam. Vào thời điểm năm 2020, giám mục Tĩnh đã lẫn, không còn nhận ra người quen.

### Qua đời
Giám mục Nguyễn Bình Tĩnh qua đời tại Nhà hưu dưỡng giáo phận Đà Nẵng vào lúc 23 giờ 55 phút ngày 21 tháng 11 năm 2023, thọ 93 tuổi. Nguyên nhân dẫn đến cái chết của ông không được công bố. Theo thông tin trên cáo phó, lễ nhập quan và cầu hồn được cử hành vào ngày 23 tháng 11 tại Hội trường giáo xứ Chính Tòa Đà Nẵng; trong khi thời gian viếng diễn ra trong hai ngày 23 và 24 tháng 11. Thánh lễ an táng, theo cáo phó, dự kiến được cử hành vào sáng ngày 25 tháng 11 năm 2023 tại nhà thờ chính tòa Đà Nẵng.

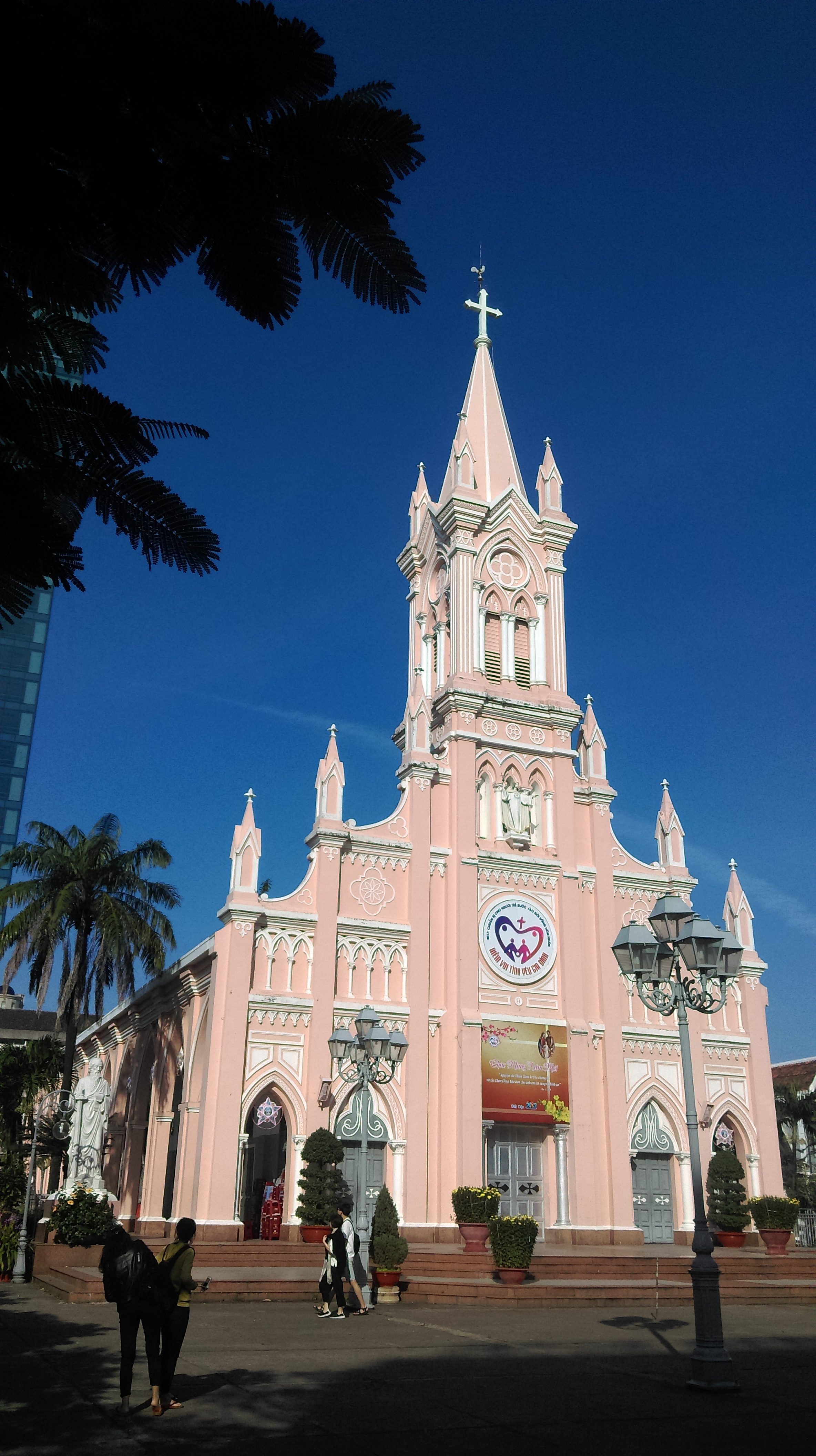
Nhà thờ chính tòa Đà Nẵng, nơi tổ chức tang lễ cố giám mục Nguyễn Bình Tĩnh

Sáng ngày 22 tháng 11, linh mục Đại diện Giám quản Bonaventura Mai Thái đón thi hài cố giám mục từ Nhà hưu dưỡng linh mục về nhà thờ chính tòa Đà Nẵng. Sau một ngày quàn để các giáo dân đến viếng, nghi thức nhập quan cũng như lễ cầu hồn được linh mục Thái cử hành vào sáng ngày 23 tháng 11. Sáng ngày 24 tháng 11 cùng năm, thi hài cố giám mục Nguyễn Bình Tĩnh được đưa vào nhà thờ chính tòa Đà Nẵng. Các giáo dân thuộc giáo phận Đà Nẵng và các phái đoàn ngoài giáo phận đã viếng thi hài cố giám mục tại đây.
Tang lễ cố giám mục Nguyễn Bình Tĩnh đã diễn ra vào ngày 25 tháng 11 năm 2023. Chủ sự là tổng giám mục Giuse Đặng Đức Ngân, tổng giám mục phó Tổng giáo phận Huế, kiêm Giám quản Tông Tòa giáo phận Đà Nẵng. Phụ trách phần giảng lễ trong lễ tang là giám mục Anphong Nguyễn Hữu Long, giám mục chính tòa Giáo phận Vinh. Giám mục Long cho biết giám mục Tĩnh đã sống một cuộc đời khó nghèo và giản dị. Nghi thức phó dâng và từ biệt do giám mục Giuse Châu Ngọc Tri cử hành. Tham dự lễ an táng có Hồng y Phêrô Nguyễn Văn Nhơn, 11 giám mục và các linh mục, tu sĩ và giáo dân. Nghi thức tại huyệt mộ do giám mục Đa Minh Nguyễn Văn Mạnh cử hành. Cố giám mục Nguyễn Bình Tĩnh được an táng trong "hang đá Đức Mẹ Lộ Đức" thuộc khuôn viên nhà thờ chính tòa Đà Nẵng, cạnh phần mộ vị tiền nhiệm–cố giám mục Phanxicô Xaviê Nguyễn Quang Sách. Tại quê nhà Phát Diệm, một thánh lễ cầu nguyện cho cố giám mục cũng được linh mục Tổng Đại diện giáo phận Phát Diệm Antôn Phan Văn Tự chủ tế vào chiều ngày 27 tháng 11 năm 2023.
Ngày 30 tháng 11 năm 2023, Đại diện Tòa Thánh không thường trú tại Việt Nam Marek Zalewski gửi thông điệp phân ưu của Hồng y Quốc vụ khanh Pietro Parolin gửi tổng giám mục Đặng Đức Ngân để phân ưu về sự qua đời của cố giám mục Nguyễn Bình Tĩnh. Nội dung thông điệp cho biết Giáo hoàng Phanxicô đau buồn trước thông tin về sự ra đi của cố giám mục, đồng thời tri ân sứ vụ giám mục của cố giám mục Tĩnh, trong các công tác đào tạo chủng sinh và "cổ võ phẩm giá con người". Niên giám Giáo hoàng 2023 đã chính thức có cập nhật vào ngày 1 tháng 12 năm 2023 về sự ra đi của giám mục Tĩnh.

## Tác phẩm
- Biết, Yêu và Sống Lời Chúa (2 tập), xuất bản năm 1993, xuất bản bởi nhà xuất bản Thuận Hóa.[15][69]
- Hôn nhân Ki-tô giáo, xuất bản năm 1995, xuất bản bởi Tòa Giám mục Đà Nẵng.[70]
- Kitô hữu, người là ai?[71]
- Kitô hữu trước một số vấn đề về thời sự luân lý[71]
- Tây và Tây Á du hý[71]
- Chuẩn bị Hôn nhân.[15]
- Điều hòa Sinh sản.[15]
- Các tập sách Tản Mạn và các bài báo.[15]

## Tông truyền
Giám mục Phaolô Tịnh Nguyễn Bình Tĩnh được tấn phong giám mục năm 2000, thời Giáo hoàng Gioan Phaolô II, bởi:
- Chủ phong: Giám mục Phanxicô Xaviê Nguyễn Quang Sách, giám mục chính tòa giáo phận Đà Nẵng
- Phụ phong: Giám mục giáo phận Mỹ Tho Phaolô Bùi Văn Đọc và giám mục giáo phận Kon Tum Phêrô Trần Thanh Chung

Dưới đây là sơ đồ tính Tông truyền từ giám mục Việt Nam đầu tiên được giám mục ngoại quốc chủ phong cho đến đời Giám mục Nguyễn Bình Tĩnh.
Giám mục Phaolô Tịnh Nguyễn Bình Tĩnh đóng vai trò chủ phong trong nghi thức truyền chức giám mục cho:
- Năm 2006, Giuse Châu Ngọc Tri, nay là giám mục chính tòa giáo phận Lạng Sơn và Cao Bằng

Giám mục Phaolô Tịnh Nguyễn Bình Tĩnh đóng vai trò phụ phong trong nghi thức truyền chức giám mục cho:
- Năm 2005, Phanxicô Xaviê Lê Văn Hồng, nay là nguyên tổng giám mục Tổng giáo phận Huế

Linh mục Phaolô Tịnh Nguyễn Bình Tĩnh đóng vai trò trợ phong trong nghi thức truyền chức giám mục cho:
- Năm 1975, Phanxicô Xaviê Nguyễn Quang Sách, nay là cố giám mục chính tòa giáo phận Đà Nẵng